# Alcalde de Panamá
El Alcalde Mayor del Distrito de Panamá, comúnmente conocido simplemente como el Alcalde de Panamá, es la autoridad administrativa y policial más alta del distrito de Panamá, de la cual la ciudad capital de Panamá forma parte.
El alcalde es elegido cada cinco años por voto popular. La Alcaldía de Panamá está a su vez descentralizada en 26 corregimientos locales cada una de las cuales tiene sus propios representantes locales.

## Historia

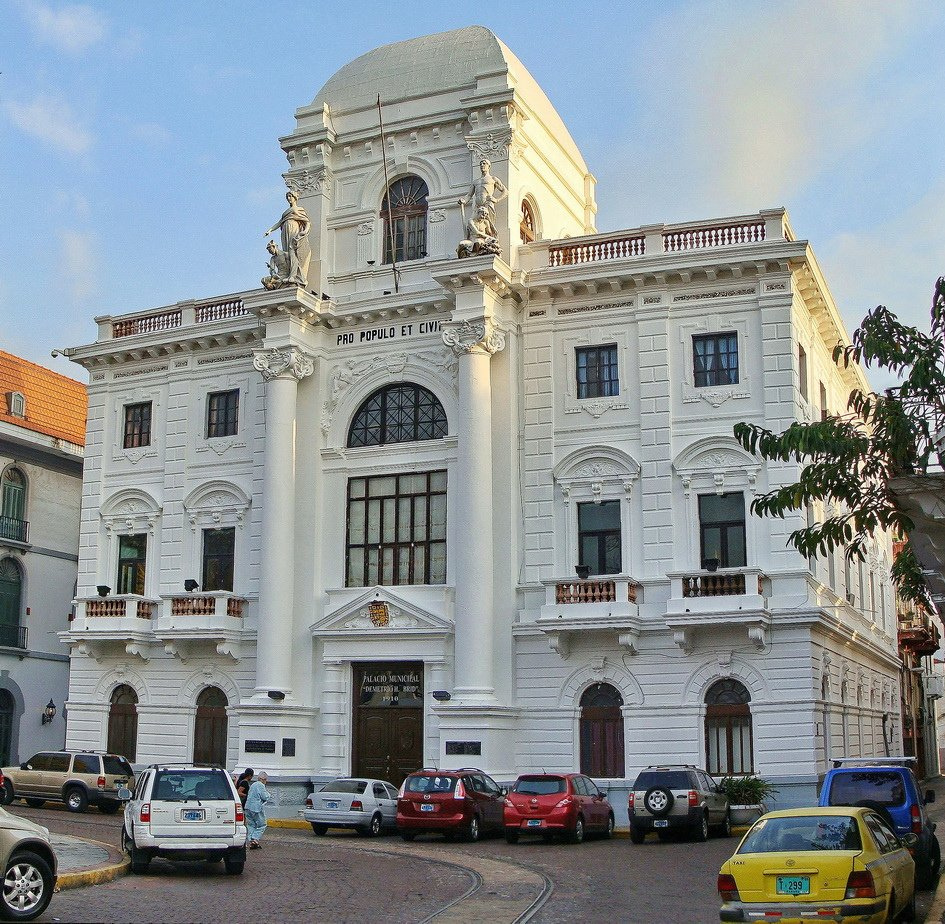
Palacio Municipal de Panamá, sede de la Alcaldía de Panamá.

La Ciudad de Panamá, sede del actual distrito de Panamá, fue fundada en la llanura del río Matasnillo, sobre un caserío indígena de los indios Cueva el 15 de agosto de 1519, por Pedro Arias Dávila en su carácter de Capitán General y Gobernador del Reino de Tierra Firme, en nombre del Rey Fernando II de Aragón, llamándola Nuestra Señora De La Asunción, por celebrarse esta advocación de la Virgen dicho día. El Primer Alcalde Mayor fue Don Hernando De Celaya.
Por Real Cédula de 15 de septiembre de 1521, el Rey-Emperador Carlos I de España, concede Título de Ciudad a Panamá, junto a su Escudo de Armas. Posteriormente el 3 de diciembre de 1581, Felipe II de España le concede el título de “Muy Noble y Leal Ciudad”, en agradecimiento por los servicios prestados por esta y sus autoridades en contra de rebeldes a la Corona.
Dada su importancia estratégica en el comercio y la economía en la América española, Panamá se convirtió en un objetivo codiciado por países europeos a través de Corsarios, Piratas y Filibusteros por la enorme riqueza de bienes, así como el oro y la plata proveniente de Sudamérica rumbo a España.
Esta situación llevó a que fuera tomada por asalto a finales de enero de 1671, por el Corsario británico sir Henry Morgan, pese a la resistencia del Gobernador español Juan Pérez De Guzmán, que ante la derrota inminente ordena el incendio del depósito de armas y el polvorín de la ciudad, la subsiguiente explosión del polvorín permite la deflagración del incendio en la ciudad de estrechas calles, junto al incendio de las casas de los ricos comerciantes, por parte de sus esclavos, lo que devasta la misma a pesar de los intentos de los atacantes de contener el mismo, pese a ello recaudan un abultado botín y luego de un mes abandonan la destruida ciudad.
La Corona española ordena al nuevo Capitán General y Gobernador Antonio Fernández de Córdoba y Mendoza el traslado de la ciudad a un nuevo emplazamiento más fácil de defender, acción que se realiza en enero de 1673, al sitio del Ancón donde se encuentra actualmente, siendo esta la misma ciudad fundada en 1519 a orillas del Océano Pacífico.

## Alcalde actual
El alcalde actual es Mayer Mizrachi, elegido por un periodo de 5 años que comenzaron el 1 de julio de 2024 y finalizarán el 1 de julio de 2029.

## Funciones
Según el artículo 240 de la Constitución Política de Panamá, entre las principales atribuciones del alcalde están:
1. Presentar proyectos de acuerdos, especialmente el de Presupuesto de Rentas y Gastos.
2. Ordenar los gastos de la administración local, ajustándose al Presupuesto y a los reglamentos de contabilidad.
3. Nombrar y remover a los funcionarios públicos municipales, cuya designación no corresponda a otra autoridad, con sujeción a lo que dispone el Título XI.
4. Promover el progreso de la comunidad municipal y velar por el cumplimiento de los deberes de sus funcionarios públicos.
5. Ejercer las otras atribuciones que le asigne la Ley.